# Funeral for a Friend
I Funeral for a Friend sono stati un gruppo musicale britannico, formatosi a Bridgend, nel Galles, nel 2001. Nati come band post-hardcore, con il cambio di molti membri della formazione originale il loro sound si è evoluto verso le sonorità tipiche dell'emo di metà anni 2000, di cui sono diventati tra le band di maggiore successo a livello mondiale con album di grande impatto come Casually Dressed & Deep in Conversation e Hours. In seguito il gruppo si è spostato verso sonorità più pop con album come Tales Don't Tell Themselves e Memory and Humanity, ma senza ottenere il successo avuto in precedenza. Con gli ultimi lavori Welcome Home Armageddon e Conduit i Funeral for a Friend si sono riavvicinati ai loro esordi, ritornando a suonare post-hardcore.

## Storia
Le origini della band si ritrovano in un gruppo chiamato January Thirst, che suonava metal sullo stile degli Slayer sulla scena di Cardiff. Il gruppo era composto da Kris Coombs-Roberts, suo fratello Kerry, più Johnny Phillips, Andi Morris, Matthew Evans e Mike Davies. Dopo vari cambiamenti di lineup tipici di una band alle prime armi, nel dicembre del 2001 il nuovo cantante Gethin Pearson lascia e viene sostituito da Matthew Davies-Kreye. Con il nuovo membro, la band cambia il suo nome in Funeral for a Friend, dal nome di una canzone dei Planes Mistaken for Stars di cui Matt era fan.
All'inizio dell'anno successivo il chitarrista Kerry Coombs-Roberts lascia la band per divergenze, venendo sostituito da Darran Smith (ex-Tripcage). La prima canzone composta dalla band con la nuova formazione è 10:45 Amsterdam Conversations; il testo esisteva già, ma il modo di interpretarlo di Matt Davies ha portato a una riscrittura della musica in chiave più melodica, che è stata poi la direzione piano piano intrapresa dalla band nei successivi lavori. Senza ancora aver fatto concerti, la band registra un demo attirando l'attenzione di un'etichetta locale, la Mighty Atom Records, che, con sorpresa dei Funeral for a Friend, chiede di poter distribuire la registrazione. Il primo concerto si tiene alla Toll House di Bridgend di fronte a una trentina di persone. A quell'epoca la band si poneva come un mix fra i Thursday e i Poison the Well, due gruppi molto amati dai membri della band.
Con la nuova etichetta la band ottiene di poter registrare il suo primo EP, Between Order and Model, del 2002. Nello stesso anno i Funeral for a Friend vengono ingaggiati per il loro primo tour nel Regno Unito, come supporto per i Fony. Pur suonando un genere abbastanza diverso da loro, la band coglie al volo l'occasione di poter finalmente effettuare un tour al di fuori del Galles. In questo primo tour la band, mancando di esperienza e di coordinamento esterno, si ritrova spesso a dormire sui sedili del pullmino o addirittura nella sala dove si era tenuto il concerto per mancanza di altri posti, ma nel complesso l'esperienza è molto positiva e divertente, e permette al gruppo di cementarsi e di ottenere molta esperienza. In seguito, i Funeral for a Friend fanno da supporto ai tour di band come i Boysetsfire e i The Juliana Theory, venuti per la prima volta dall'America. Relativamente a questo periodo, Matt Davies afferma che i membri del gruppo si sentivano quasi più americani che inglesi, perché il tipo di musica che stavano scrivendo era notevolmente diverso da quello che si suonava in Inghilterra e molto più affine a quello che cominciava ad andare in voga oltreoceano, ovvero quello che è poi stato definito come terza ondata dell'emo.
Nel 2003, i Funeral for a Friend registrarono il loro secondo EP, Four Ways to Scream Your Name, prodotto da Colin Richardson. Entrambi gli EP sono fuori stampa e per questo ancora più ricercati dai fan della band.
Sempre nel 2003, il gruppo vinse il suo primo Kerrang Award, come migliore gruppo emergente inglese, battendo i The Darkness, che vinsero premi in altre categorie.

### Casually Dressed & Deep in Conversation(2003-2005)
Il 20 ottobre 2003, dopo aver registrato per tutte l'estate, i Funeral for a Friend pubblicarono il loro album di debutto Casually Dressed & Deep in Conversation, prodotto da Colin Richardson, che fu ben accolto dalla critica inglese. L'album venne pubblicato negli Stati Uniti il 13 luglio; poi venne prodotto un "mini-album", intitolato Seven Ways to Scream Your Name. Del mini album fanno parte i singoli Juneau, She Drove Me to Daytime Television e Escape Artist Never Die.
Per promuovere l'album Casually Dressed & Deep in Conversation, fecero tour con date europee, nelle quali aprirono anche i concerti dei loro idoli, gli Iron Maiden. Questa "collaborazione" non sempre è stata ben accolta, in quanto i fan degli Iron Maiden preferivano lo stile musicale di questi ultimi che dei Funeral for a Friend. Nel 2004, la band annunciò alcune date per il Reading and Leeds Festivals.

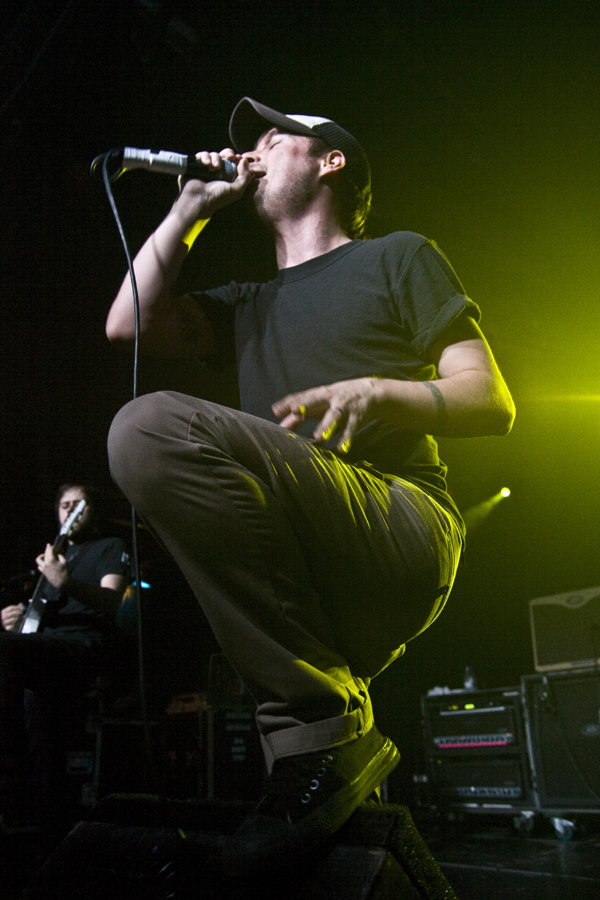
Il cantante Matt Davies in concerto a Madrid

### Hours(2005-2006)
Il 14 giugno 2005, i Funeral for a Friend pubblicarono il loro secondo album Hours (Atlantic Records). L'album venne prodotto da Terry Date e registrato in due studi diversi, entrambi appartenenti alla band grunge Pearl Jam. Il cd presenta alcuni metodi "alternativi" di registrazione, per esempio la voce di Matt Davies venne registrata mentre erano in macchina, come per la canzone Drive.
Nell'agosto dello stesso anno i Funeral vinsero un Kerrang Award come "Migliore band inglese".
I Funeral for a Friend fecero diversi concerti "minori" in Galles, come, per esempio, la Bangor University e il Bridgend Recreation Centre.
Sempre nel 2005 parteciparono al "Vans Warped Tour", dove si esibirono con artisti come Atreyu, Saosin, Hawthorne Heights e Thrice. Parteciparono anche alla versione inglese del tour "Taste of chaos" con Killswitch Engage, Story of the Year e The Used. Parteciparono anche al Taste of chaos tour negli Stati Uniti nel 2006, suonando con gruppi come gli Story of the Year, i Deftones e i Thrice.
I Funeral For a Friend chiusero il loro tour per promuovere l'album Hours nell'estate del 2006, con una serie di concerti in Inghilterra le cui date vennero rese note nel febbraio dello stesso anno. La maggior parte delle date originalmente pensate sono state cancellate a causa della laringite che colpì Matt Davies. Furono quindi rese pubbliche altre date per rimpiazzare quelle cancellate, e il tour si concluse con una collaborazione su palco tra i Funeral e i Guns N' Roses al "Download Festival" al Donington Racetrack.
Per il resto del 2006 la band si è concentrata sulla produzione del terzo album Tales Don't Tell Themselves, pubblicato nel maggio del 2007.

### Tales Don't Tell Themselves(2007-2008)
I Funeral for a Friend parlarono del terzo album durante un loro concerto in Inghilterra nell'estate del 2006, e iniziarono a scrivere le canzoni e a registrarle alla fine del tour. L'album è stato pubblicato il 14 maggio 2007 in Inghilterra, ma le canzoni hanno iniziato a circolare in internet già dal 10 maggio.
Questo cd è stato il primo nel quale si può sentire Matt che suona la chitarra, contributo presente in 5 canzoni dell'album. In accordo con Ryan non si sente molto il basso così come note troppo alte nel canto, tutto ciò suggerisce un'atmosfera molto più soft rispetto al primo cd. I Funeral for a Friend hanno fatto un tour per promuovere l'album come avevano fatto per il precedente Hours.

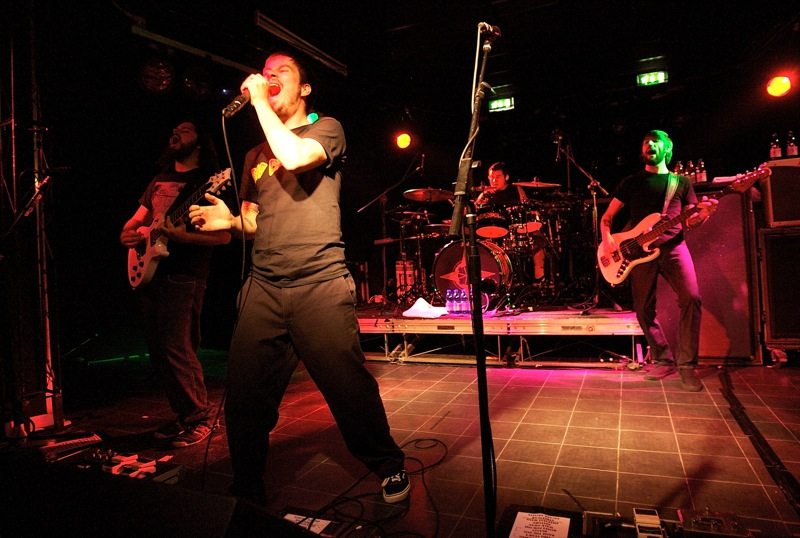
I Funeral for a Friend a Milano nel 2007

Il 19 marzo è uscito il primo singolo del cd Tales Don't Tell Themselves, Into Oblivion (Reunion). Può essere ascoltato anche su YouTube (è sul sito dal 7 maggio). Nella prima settimana ha raggiungono la posizione 39 nella classifica dei singoli più scaricati, mentre nella classifica ufficiale inglese è arrivato subito alla posizione 16, il 13 maggio 2007.
Nei giorni 12, 13 e 14 aprile si sono svolti 3 mini concerti per promuovere l'album che hanno toccato 3 zone dell'Inghilterra. Per ogni esibizione erano disponibili solo 200 biglietti, acquistabili solamente via e-mail e principalmente riservati agli utenti appartenenti al forum dei Funeral for a Friend. I nomi dei vincitori, ai quali è stata offerta la possibilità di acquistare due biglietti, sono stati estratti da un cappello, mentre per le magliette è stata offerta la possibilità di acquistarle per via telefonica. Nel periodo di uscita dell'album, i Funeral for a Friend hanno avuto la possibilità di pubblicare una compilation di brani da loro scelti di band di loro gradimento, per la serie Back to the Bus.
Nel 2007 ai Funeral è stata offerta la possibilità di partecipare ad alcune date del Warped Tour: sono stati presenti a questa manifestazione dal 28 giugno al 3 agosto. Il giorno 8 maggio 2007 la band ha permesso ai suoi fan di ascoltare in première l'album Tales Don't Tell Themselves, mettendo le tracce sulla pagina di Myspace. Il 10 maggio la band ha tenuto un piccolo concerto promozionale alla radio Kerrang, presso il Wolverhampton Civic Hall Bar.
Appena pubblicato, l'album ha raggiunto la terza posizione nella classifica ufficiale inglese degli album più venduti, diventando successivamente disco d'oro. Il 16 luglio, Walk Away, è stato pubblicato come secondo singolo da Tales Don't Tell Themselves e ha raggiunto il numero 40 nel Regno Unito singole carte. È stato annunciato in una newsletter che The Great Wide Open sarebbe stato il prossimo singolo e sarebbe stato nei negozi dal 1º ottobre 2007, e sarebbe stato pubblicato sotto forma di EP. The Great Wide Open è stato pubblicato il 15 ottobre 2007 attraverso la Atlantic Records, negando la pubblicazione del singolo stesso.
Nonostante il successo iniziale di vendite, per lo più sulla scia dei due precedenti album molto ben accolti da fan e critica, Tales Don't Tell Themselves si è rapidamente rivelato un album di poco successo commerciale ed anche di poco gradimento da parte dei fan, ed è stato visto a posteriori come l'album con cui è cominciato il declino dei Funeral for a Friend in termini di successo commerciale.

### Memory and HumanityeYour History Is Mine: 2002-2009(2008-2009)
Il 26 gennaio 2008, il batterista Ryan Richards ha fatto un annuncio sul forum della band, affermando che gli FFAF avevano trascorso i primi mesi dell'anno per registrazione, al fine di pubblicare quattro o cinque tracce dell'EP nel mese di marzo o aprile 2008. Dopo aver scritto più materiale di quanto originariamente era previsto, la band ha deciso di tagliare i piani per l'EP e pubblicare un album. Ryan ha anche annunciato che il nuovo album avrebbe contenuto più scream, e sarebbe stato più vicino all'album Casually Dressed & Deep in A Conversation.
L'11 maggio 2008 è stato annunciato tramite un bollettino di MySpace che la banda sarebbe stata impegnata per la ripresa di un video per il primo singolo di un album, "Waterfront Dance Club", il 17 maggio. "Waterfront Dance Club" è stato svolto esclusivamente per la prima volta in onda su Radio 1's Rock Show. L'album del titolo è stato confermato come Memory and Humanity da Rock Sound il 30 giugno 2008, e che la sua pubblicazione si sarebbe svolta nel mese di ottobre 2008.
Il 9 agosto 2008 ha visto il debutto del video per il singolo Kicking and Screaming su MySpace. Più tardi lo stesso mese, il 27, è stato annunciato che la band aveva concesso in licenza il nuovo album alla Victory Records per Stati Uniti e Canada. L'album è stato pubblicato il 28 ottobre 2008 anche tramite Roadrunner Records nel resto del mondo, ad eccezione del Regno Unito, dove è stato pubblicato con la propria etichetta, la Join Us Records. Il cantante Matt Davies ha in seguito evidenziato come questa scelta si sia rivelata poco pratica, perché ognuno nella band aveva idee diverse su come gestire l'aspetto del business e della promozione, causando così una dispersione di energie e di tempo che non si sarebbe verificata se ad occuparsi di queste questioni fosse stato un team specializzato di un'etichetta vera e propria.
Il 4 settembre 2008, è stato annunciato con un post del blog MySpace Gareth Davies, che aveva lasciato la band, per essere sostituito da Gavin Burrough. Questi, un fan di lungo corso della band, a detta dell'intero gruppo ha subito messo in chiaro quali fossero le cose che gli piacevano della band e che nella sua opinione si erano perse con gli ultimi due album. Il resto della band si è subito trovato d'accordo con lui e la direzione musicale intrapresa dal gruppo successivamente risente della sua influenza. Il 23 marzo 2009 è uscito il terzo singolo Rules and Games. Il 24 giugno 2009 si è rivelato in Kerrang! la rivista che la band dovesse pubblicare un greatest hits album, intitolato Your History Is Mine: 2002-2009, il 28 settembre 2009. La compilation contiene quattro nuovi brani, che comporranno il primo nuovo materiale pubblicato dalla band dopo l'arrivo di Burrough.

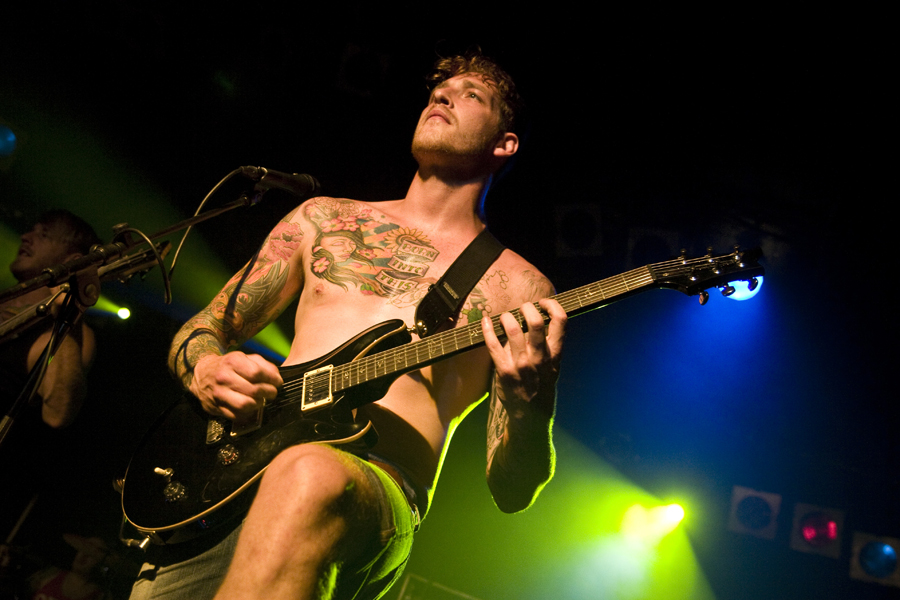
Il nuovo chitarrista Gavin Burrough

Il 21 luglio 2009, i Funeral for a Friend hanno lanciato una delle quattro nuove canzoni dal greatest hits album. La canzone è stata denominata Wrench ed è stata la prima volta in onda su Radio One Rock Show con Dan Carter a circa 00:20.
Nel 2010 il chitarrista Darran Smith ha lasciato la band, venendo sostituito da Richard Boucher al basso, con Gavin Burrough che ha preso il posto di chitarrista. Come spiegato da Matt Davies, dopo l'insuccesso degli ultimi due album la band si stava chiedendo cosa fare del proprio futuro e se continuare con la band o mollare tutto, e Darran ha deciso di proseguire per la sua strada. Il chitarrista Kris Coombs-Roberts ha successivamente spiegato che ad un certo punto nel suo percorso, la band ha un po' smarrito la propria direzione, anche a causa della velocità con cui ha voluto e dovuto produrre gli album a cavallo tra il 2005 ed il 2008: il gruppo, a suo dire, aveva perso di vista il vero motivo per cui tutti avevano iniziato a fare musica.

### Welcome Home Armageddon(2011)
Il 4 aprile è uscito il nuovo album dei Funeral For A Friend: Welcome Home Armageddon, album che riporta il gruppo gallese vicino al loro sound originario. L'album è stato anticipato dal singolo Front Row Seats to the End of the World uscito verso la fine del mese di gennaio, seguito da Sixteen e Broken Foundation. Il 7 novembre 2011 viene pubblicato un EP, See You All In Hell, con una canzone inedita chiamata High Castles, la cover degli Strife Will to Die più alcune versioni live o acustiche dei brani del precedente album.

### Conduite l'addio di Ryan (2012-2013)
Nell'aprile del 2012 la band è tornata in studio per registrare le tracce per il suo sesto album, e nello stesso mese è uscito il DVD live Casually Dressed & Deep in Conversation Live and in Full at Shepherds Bush Empire, una registrazione dell'ultimo concerto suonato con l'ex chitarrista Darran Smith. Il 22 maggio, lo storico batterista della band, Ryan Richards, ha lasciato la band per dedicare più tempo alla famiglia e al suo nuovo lavoro di manager musicale. Al suo posto viene scelto Pat Lundy, ex batterista dei Rise to Remain. A posteriori, tutti i membri della band hanno sottolineato come l'aggiunta di Pat abbia portato una boccata d'aria fresca alla band ed una ventata di energia: essendo Pat più giovane del resto della band, ha permesso agli altri membri di uscire da quella che dopo tanti anni era diventata una sorta di routine e di dedicarsi anima e corpo al nuovo album. Anche lo stile di Pat è stato descritto come molto diverso da quello di Ryan: quest'ultimo era più rilassato e composto, mentre Pat ha uno stile molto aggressivo e potente ed è dotato di una grandissima tecnica.
In attesa di pubblicare il nuovo album, la band partecipa al Vans Warped Tour inglese. Il 3 settembre la band informa di essere entrata nuovamente in studio per registrare delle tracce "live"; non ha tuttavia chiarito il significato di questa espressione (si tratta probabilmente di canzoni suonate in un unico tentativo da tutta la band). Pochi giorni dopo, il 7, tramite Facebook, ha anche detto che entro la fine del mese verrà girato un video per una delle canzoni dell'album. Ciò avviene il 24 settembre, come confermato dalla band. Il 4 ottobre viene finalmente rivelata la data di uscita dell'album: è il 28 gennaio 2013 e il disco si chiamerà Conduit; inoltre, il 10 ottobre verrà pubblicato il primo singolo dell'album: Best Friends and Hospital Beds. Dopo un paio di date a novembre in Inghilterra per dei festival, vengono confermate le date per un tour del Regno Unito (più una data in Irlanda ed una in Australia) dal 23 gennaio al 16 febbraio 2013 assieme a Such Gold, I Divide e Daytrader. I Daytrader però successivamente si sciolgono in seguito all'abbandono del cantante, e al loro posto vengono chiamati i Major League. In occasione della pubblicazione del singolo Best Friends and Hospital Beds, viene anche rinnovata la grafica del sito della band, che da sito ufficiale viene spostato su Tumblr. Tuttavia, pochi giorni dopo, il sito ufficiale ritorna disponibile, con alcune sezioni aggiuntive per aumentare l'interazione.

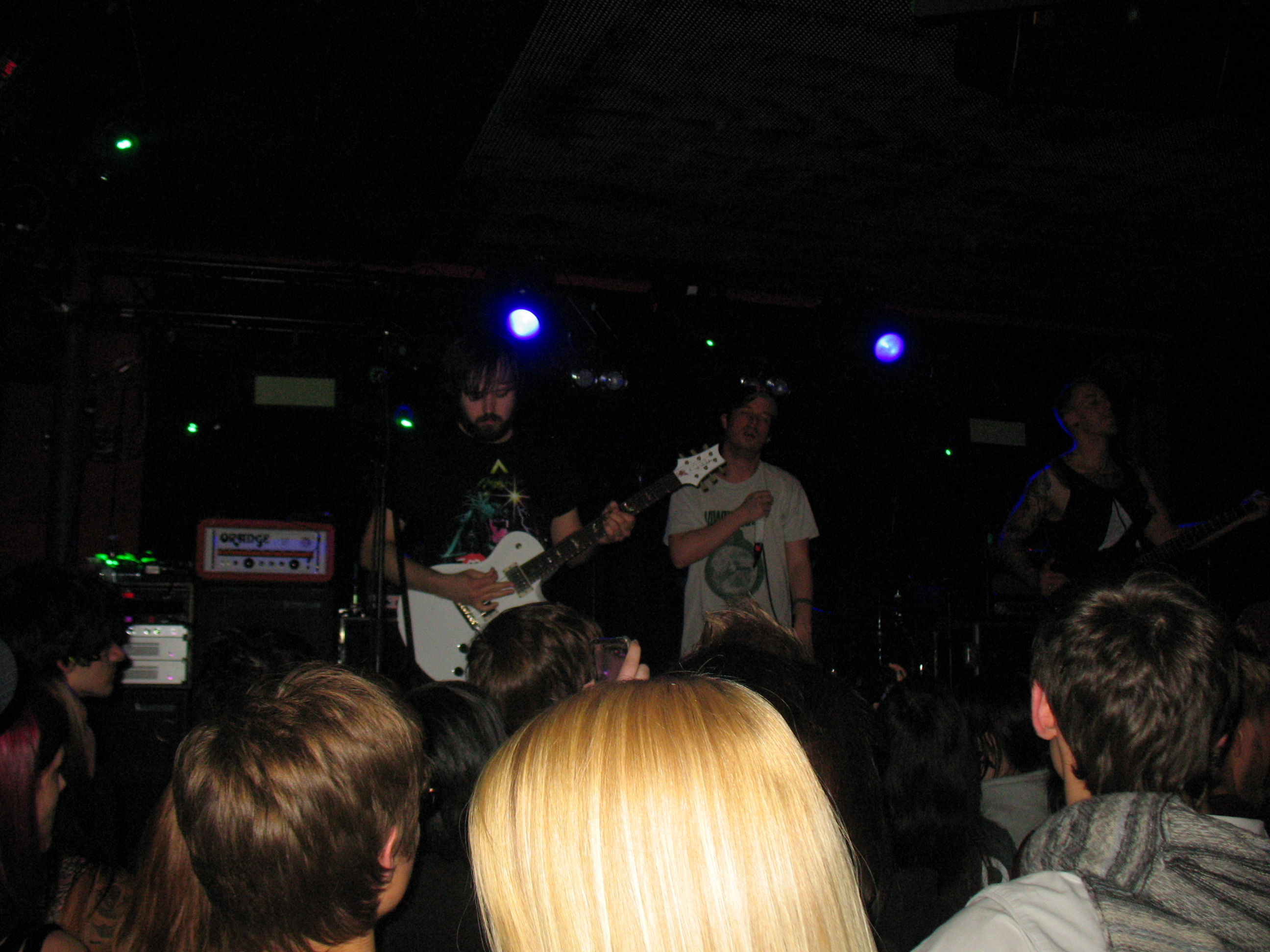
I Funeral for a Friend a Zurigo il 7 aprile 2013

Con il preordine di Conduit, viene anche annunciata l'uscita di un live (Live from the Roundhouse), disponibile esclusivamente per chi preordina l'album online. Ulteriori date vengono annunciate nei giorni seguenti: tra marzo e aprile i Funeral for a Friend faranno tappa in Svizzera, Austria e Germania assieme ai Silverstein, e poi in Portogallo, Spagna, Francia, Russia, Finlandia, Lettonia, Estonia, Belgio e Paesi Bassi, oltre a dei festival in Germania a giugno e luglio. Il 27 novembre la band annuncia che il 6 e il 7 dicembre girerà il video per un'altra canzone. Il 3 gennaio 2013 la band pubblica il video del suo secondo singolo The Distance, mentre le canzoni Nails e Spine vengono messe in preascolto in esclusiva rispettivamente su Kerrang! il 16 gennaio e su Noisecreep il 21. Altre date nel Regno Unito vengono annunciate per marz ed aprile. Conduit esce il 28 gennaio, e nella prima settimana si piazza alla 34ª posizione nella classifica degli album nel Regno Unito. Dal 4 febbraio è anche possibile ascoltare il disco per intero su AOL, e lo stesso giorno viene annunciato un tour in Australia per maggio.
Per malattia del cantante Matt Davies, i Funeral for a Friend sono costretti ad annullare tutti i concerti dal 26 febbraio al 13 marzo, compresi molti del tour europeo. Il 5 marzo esce il video ufficiale per Nails, e pochi giorni dopo viene confermato un nuovo tour nel Regno Unito per giugno. La band viene confermata tra i partecipanti al festival di Leeds e Reading durante l'estate, oltre che a quello de La sbiellata in Italia a fine maggio, e in un'intervista di aprile Matt afferma che i Funeral for a Friend stanno già preparando del nuovo materiale in sala prove che potrebbe essere utilizzato per un eventuale futuro album. Un nuovo minitour nel Regno Unito viene annunciato per ottobre assieme a Gnarwolves, Polar e Moose Blood e il 4 giugno viene lanciata l'applicazione ufficiale della band per smartphone, con contenuti quali musica, video ed altre notizie sul quintetto gallese. La band annuncia poi un tour in Europa sempre per ottobre con la stessa formazione del minitour inglese, meno i Moose Blood sostituiti dai The Tidal Sleep. Durante questi tour la band suonerà anche molti pezzi tratti dai primi due EP Between Order and Model e Four Ways to Scream Your Name. Il primo di questi viene anche ristampato in una nuova edizione rimasterizzata e con l'aggiunta di sette tracce inedite o rare, e pubblicato da Mighty Atom Records ed End Hits Records (l'etichetta dei Boysetsfire) il 15 novembre 2013. Gli stessi Boysetsfire apriranno poi 3 show della band in Gran Bretagna ad aprile 2014, in cui verrà suonato l'album Hours nella sua interezza.

### Chapter and Verse (2014-2016)
A novembre i Funeral for a Friend annunciano su Facebook che hanno già fatto significativi progressi nella scrittura del settimo album in studio. Le registrazioni per il nuovo album cominciano lunedì 27 gennaio 2014 con il produttore Lewis Johns (già produttore di Goodtime Boys e Gnarwolves) e finiscono l'11 febbraio. A maggio esce lo split Boysetsfire/Funeral for a Friend in cui le due band eseguono una cover a vicenda di una canzone dell'altra band. Il 18 settembre il batterista Pat Lundy conferma di aver lasciato la band e di aver raggiunto i Modestep. Il nuovo album Chapter and Verse esce il 19 febbraio 2015, anticipato dal singolo 1% e dalle canzoni You've Got a Bad Case of the Religions e Pencil Pusher.
La band annuncia il 14 settembre 2015 l'intenzione di sciogliersi, dopo un ultimo tour fra Australia, Germania e Regno Unito ad aprile 2016, in cui suona per intero i due album di maggior successo, Casually Dressed & Deep in Conversation ed Hours.

## Formazione

### Formazione attuale
- Matthew Davies-Kreye - voce, chitarra (2001-)
- Kris Coombs-Roberts - chitarra (2001-)
- Gavin Burrough - chitarra (2008-)
- Richard Boucher - basso (2010-)

### Componenti passati
- Kerry Roberts - chitarra (2001-2002)
- Gethin Pearson - voce
- Matthew Evans - voce (2001-2002)
- Andi Morris - basso (2001-2002)
- Johnny Phillips - batteria (2001-2002)
- Oliver Craze - basso
- Gareth Davies - basso (2002-2008)
- Darran Smith - chitarra (2002-2010)
- Ryan Richards - batteria (2002-2012)
- Pat Lundy - batteria (2012-2014)

## Discografia

### Album in studio
- 2003 - Casually Dressed & Deep in Conversation
- 2005 - Hours
- 2007 - Tales Don't Tell Themselves
- 2008 - Memory and Humanity
- 2011 - Welcome Home Armageddon
- 2013 - Conduit
- 2015 - Chapter and Verse

### Live
- 2006 - Final Hours at Hammersmith
- 2013 - Live from the Roundhouse

### Raccolte
- 2009 - Your History Is Mine: 2002-2009

### EP
- 2002 - Between Order and Model (ripubblicato nel 2013)
- 2003 - Four Ways to Scream Your Name
- 2003 - Seven Ways to Scream Your Name
- 2004 - Bullet Theory/My Dying Day (split con i Moments in Grace)
- 2007 - The Great Wide Open
- 2010 - The Young and Defenceless
- 2011 - See You All in Hell
- 2014 - Boysetsfire/Funeral for a Friend (split con i Boysetsfire)

### DVD
- 2004 - Spilling Blood in 8 mm
- 2012 - Casually Dressed & Deep in Conversation: Live and in Full at Shepherds Bush Empire

### Apparizioni in compilation
- 2004 - In Honor: A Compilation to Beat Cancer - Red Is the New Black
- 2004 - Progression Through Aggression - Bullet Theory
- 2004 - Skate to Hell - This Year's Most Open Heartbreak
- 2005 - Dragging the Lake 3 - She Drove Me to Daytime Television
- 2005 - Masters of Horror - Lazarus (In the Wilderness)
- 2005 - Taste of Christmas - Miracle of Christmas
- 2005 - The Ice Harvest - Music from and Inspired by the Film - Miracle of Christmas
- 2006 - All That Punk - Juneau
- 2006 - The Best of Taste of Chaos - Roses for the Dead
- 2007 - As Chaos Falls, Vol. 2 - Into Oblivion (Reunion)
- 2007 - Kerrang!: The Best of 2007 - Out of Reach
- 2007 - Rock Is Not Dead - Into Oblivion (Reunion)
- 2007 - Take Action! Volume 6 - History
- 2008 - Kerrang! The Album '08 - Waterfront Dance Club